# Svenska ATP-segrar
Det här är en lista över svenska segrar på ATP-touren i tennis. Svenska tennisspelare har sedan ATP-touren introducerades 1972 tagit 267 turneringsvinster i singel. Den första vinsten kom 1974 genom Björn Borg och den senaste kom 17 juli 2011 i Båstad genom Robin Söderling.

## Antal turneringsvinster
- 66: Björn Borg
- 41: Stefan Edberg
- 33: Mats Wilander
- 19: Thomas Enqvist
- 14: Magnus Gustafsson
- 13: Joakim Nyström
- 12: Magnus Norman
- 10: Robin Söderling
- 9: Kent Carlsson
- 8: Anders Järryd, Thomas Johansson
- 7: Magnus Larsson
- 6: Jonas Björkman
- 5: Henrik Sundström, Jonas Svensson
- 3: Joachim Johansson, Nicklas Kulti, Peter Lundgren, Mikael Pernfors
- 1: Kjell Johansson, Per Hjertquist, Thomas Högstedt, Jan Gunnarsson, Niclas Kroon, Ulf Stenlund, Mikael Tillström, Andreas Vinciguerra